# Servizi di navigazione aerea

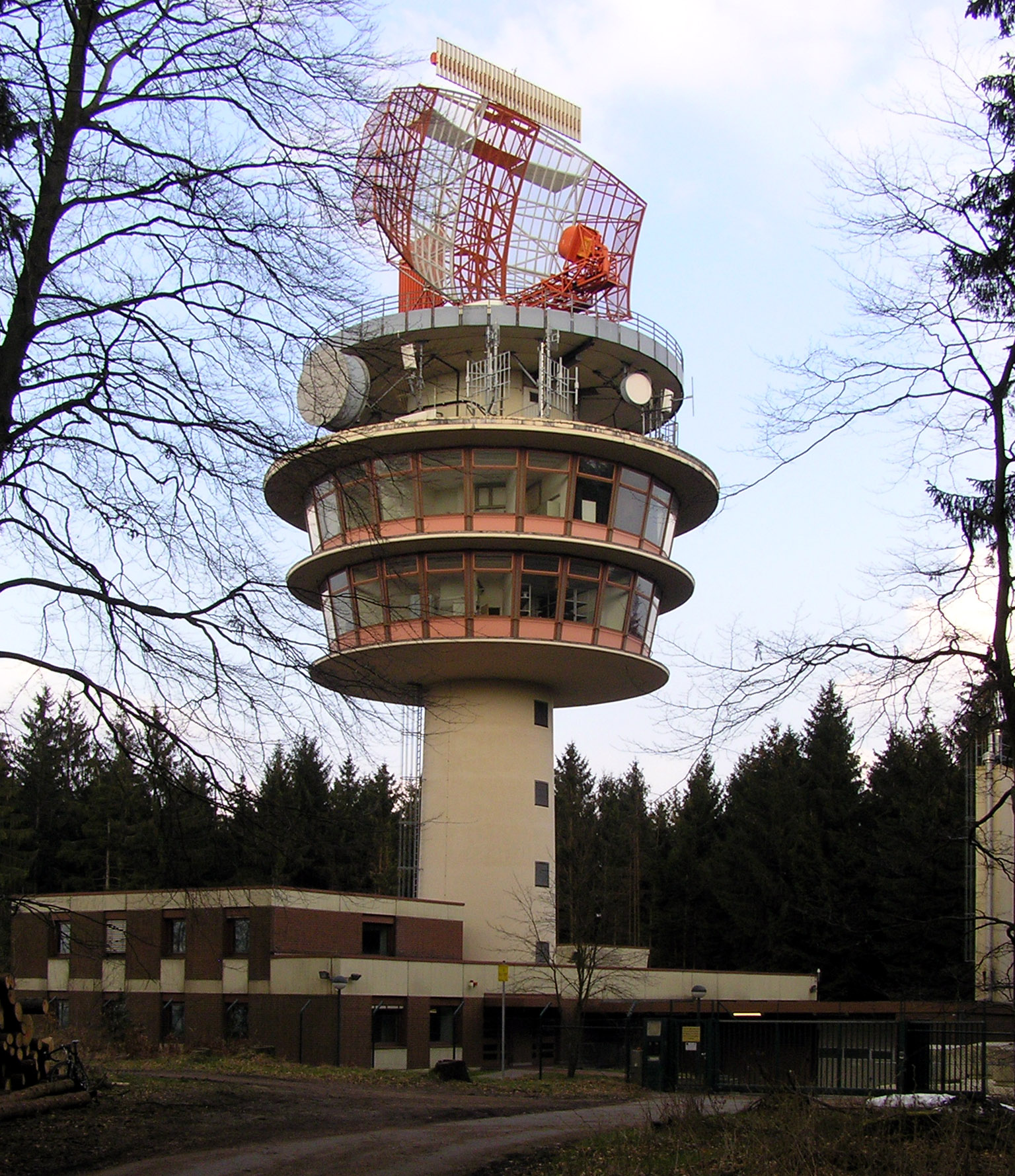
L'antenna di un radar per il controllo del traffico aereo presso Neunkirchen.

I servizi di navigazione aerea o servizi della navigazione aerea (abbreviato in SNA), in inglese air navigation services (abbreviato in ANS), sono quell'insieme di risorse umane, strutturali, organizzative e procedurali rivolte all'assistenza dei voli per conseguire i necessari obiettivi di sicurezza, regolarità e celerità.

## Suddivisione
I servizi di navigazione aerea secondo la definizione internazionale ICAO, comprendono:
- la gestione del traffico aereo (in inglese air traffic management, abbreviato in ATM[4]), ossia l'insieme di:
  1. servizi del traffico aereo (in inglese air traffic services, abbreviato in ATS[4])
  2. funzioni di gestione dello spazio aereo (in inglese airspace management, abbreviato in ASM[4]);
  3. funzioni di gestione del flusso del traffico aereo (in inglese air traffic flow management, abbreviato in ATFM[4]);
- il servizio di meteorologia per la navigazione aerea, ossia la meteorologia aeronautica (abbreviato in MET[4]);
- il servizio informazioni aeronautiche (in inglese aeronautical information service, abbreviato in AIS[4]);
- il servizio di comunicazione navigazione e sorveglianza (in inglese communications, navigation and surveillance, abbreviato in CNS[4]);
- il servizio di ricerca e soccorso (in inglese search and rescue, abbreviato in SAR[4]).

I servizi del traffico aereo a loro volta vengono suddivisi in:
1. servizio di controllo del traffico aereo (in inglese air traffic control service, abbreviato in ATC[4]), comprensivo dei servizi di controllo di area, di avvicinamento e di aerodromo;
2. Servizio Informazioni Volo (in inglese flight information service, abbreviato in FIS[4]);
3. servizio consultivo del traffico aereo (in inglese advisory service, abbreviato in ADVS[4]);
4. servizio di allarme (in inglese alerting service, abbreviato in ALRS[4]).

I servizi di navigazione aerea, secondo la definizione europea comprendono invece:
- i servizi del traffico aereo
- il servizio di meteorologia aeronautica;
- il servizio informazioni aeronautiche;
- il servizio di comunicazione, navigazione e sorveglianza.

## Service Providers
Le organizzazioni incaricate di fornire uno o più servizi, vengono definite air navigation service providers (abbreviato in ANSP). Tali soggetti, pubblici o privati, utilizzano i proventi generati dalla fornitura dei servizi per coprirne i costi di erogazione. I service providers sono soggetti al controllo da parte dello Stato avente giurisdizione sul territorio nel quale i servizi vengono erogati; all'interno della Comunità europea la fornitura dei servizi di navigazione aerea è soggetta ad apposita certificazione da parte delle rispettive autorità nazionali di vigilanza.

## Tariffe
L'ammontare della tariffa, dovuta a copertura dei costi connessi con l'erogazione dei servizi della navigazione aerea, viene calcolata da ciascuno Stato sulla base di principi di equità e di uniformità, evitando sperequazioni tra traffici nazionali o esteri. La tariffa viene calcolata tenendo in considerazione i costi vivi legati alla fornitura dei soli servizi effettivamente erogati, l'ammortamento delle infrastrutture e degli apparati, le spese di manutenzione, di gestione e di amministrazione. L'ammontare delle varie tariffe in vigore nei vari Stati è contenuta nel Documento ICAO Doc 7100 Le tariffe in vigore nella Comunità europea per i traffici in rotta sono calcolate dagli Stati membri sulla base di standard fissati dall'organismo internazionale EUROCONTROL.

## Vigilanza sui servizi
Ogni Stato è responsabile di vigilare i propri service provider e supervisionare i servizi della navigazione aerea da questi forniti. Tale controllo viene esercitato avvalendosi di apposite articolazioni. In ambito CE tali organizzazioni prendono il nome di autorità nazionali di vigilanza che in Europa hanno il compito di rilasciare certificati ai fornitori di servizi di navigazione aerea qualora soddisfino specifici requisiti nei seguenti ambiti:
- competenza e idoneità nel settore;
- procedure di gestione della qualità;
- procedure di gestione della sicurezza (safety);
- sistemi di segnalazione degli eventi pericolosi avvenuti;
- qualità dei servizi;
- solidità finanziaria;
- coperture assicurative;
- assetto organizzativo;
- quantità e competenze del personale disponibile.
- sicurezza delle installazioni.